# Idioma samoano
El idioma samoano —autoglotónimo gagana Samoa— es una lengua austronesia del grupo malayo-polinesio oriental, originaria de Samoa y hablada principalmente en ese país, en la vecina colonia estadounidense de Samoa Americana y en Nueva Zelanda.

## Clasificación
El samoano es una de las lenguas polinesias, un grupo que se originó teóricamente a partir de una lengua llamada protopolinesio. Se estima que esta protolengua surgió en el área de Fiyi, Tonga y Samoa alrededor del 1500 a. C. y que un milenio después o algo más tarde se separaron a partir de él el prototónguico, lengua madre del tongano y el niuano y el protopolinesio nuclear, origen a su vez de todas las demás lenguas del grupo. Los hablantes de estas protolenguas iniciaron su expansión hacia el este desde Tonga y Samoa y alcanzaron primero la Polinesia Central (Islas de la Sociedad, Islas Cook y las Marquesas); unos siglos más tarde continuaron sus migraciones y llegaron a finalmente a las islas Hawái, la isla de Pascua y Nueva Zelanda.
De acuerdo al sistema de clasificación tradicional de las lenguas polinesias, el samoano forma parte de las lenguas samoicas que son una de las dos ramas descendientes del protopolinesio nuclear. Según un sistema de clasificación revisado, propuesto por Jeff Marck en "Topics in Polynesian language and culture history" (2000), el samoano desciende del protoelliseano, que a su vez sería una de las once ramas del protopolinesio nuclear e incluiría además al elliseano exterior y a las lenguas polinesias orientales.
Entre los cambios de sonido que presenta el samoano con respecto a las formas reconstruidas de propopolinesio se encuentran la neutralización de /ɾ/ y /l/ en un único sonido /l/ y el reemplazo de /k/ por la oclusiva glotal /ʔ/; en cambio, permaneció la fricativa /s/ que en la mayoría de las lenguas polinesias fue reemplazada por /h/.

## Fonología y escritura
Los fonemas del samoano son 16, 5 vocales y 10 consonantes. Se escribe con un alfabeto latino de 16 letras, una para representar cada fonema: a, f, g, i, l, m, n, o, p, s, t, u, v y  ' . Adicionalmente existen las letras h, k y r para escribir préstamos de otros idiomas.
Las cinco vocales pueden ser breves o largas, en el segundo caso se marcan con un macrón ( ¯ ). Estas diferencias de longitud vocálica tienen carácter fonémico y permiten distinguir entre palabras.
|           | Labial | Dento- alveolar | velar | glotal |
| --------- | ------ | --------------- | ----- | ------ |
| nasal     | m      | n               | ŋ     |        |
| oclusiva  | p      | t               |       | ʔ      |
| fricativa | f v    | s               |       |        |
| vibrante  |        | l               |       |        |
La consonante nasal velar /ŋ/ se escribe g y la oclusiva glotal sorda /ʔ/ mediante el símbolo  ' . Las demás letras representan los mismos valores que tienen en el Alfabeto Fonético Internacional.
La formación de sílabas es bastante restrictiva; como en todas las lenguas polinesias, las consonantes sólo pueden estar al principio de la sílaba y no pueden formar grupos. Las vocales pueden formar sílabas por sí solas o acompañadas de una consonante o de otra vocal. De este modo, las combinaciones silábicas posibles son vocal, vocal-vocal, consonante-vocal y consonante-vocal-vocal.
El acento lo lleva usualmente la penúltima sílaba, excepto las palabras terminadas en vocal larga o en diptongo, que son agudas. También se acentúa la última sílaba cuando se desea enfatizar un término. Las palabras compuestas conservan la posición de sus acentos.

## Gramática

### Género y número
En samoano no existe el género gramatical, que es una división de las palabras en clases frecuente en muchos idiomas y que no necesariamente coincide con el género natural (sexo).
El sexo de personas, animales y algunas plantas se indica por medios léxicos, ya sea usando términos diferentes (tane, "hombre", fafine, "mujer") o anteponiendo los adjetivos po'a, "macho" y fafine, "hembra".

### Pronombres
En los pronombres personales y posesivos existen tres gradaciones de número: singular, dual y plural, que se indican mediante palabras diferentes para cada una. En cambio, en los sustantivos el singular y el plural se señalan por medio de artículos y otros determinantes y no hay dual propiamente dicho.
Los pronombres personales del samoano tienen tres personas: primera, segunda y tercera; tres gradaciones de número: singular, dual y plural; además se hace distinción entre primera persona inclusiva (el oyente forma parte de ella) y primera persona exclusiva (el oyente no forma parte).
|                 | singular                          | dual                              | plural                    |
| primera persona | inclusiva: tā exclusiva: a’u, 'ou | incl.: tā, tā'ua excl.: mā, mā'ua | incl.: tātou excl.: mātou |
| segunda persona | ’oe, ’e                           | ’oulua                            | ’outou, tou               |
| tercera persona | ia, na                            | lā’ua                             | lātou                     |